# Frédéric Louis Norden
Pour les articles homonymes, voir Norden (homonymie).

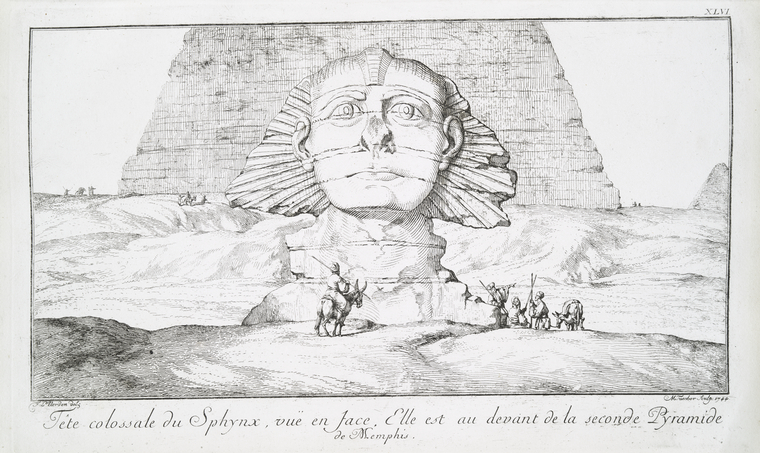
Tête du Sphinx de Gizeh par Norden, une des premières représentations réalistes publiées ; le nez manquait en 1755.

Frédéric Louis Norden (Frederik Ludvig Norden en danois) est un marin et voyageur danois né le 22 octobre 1708 à Glückstadt et mort le 22 septembre 1742 à Paris. Il est l'auteur d'un des tout premiers récit de voyage en Égypte, un demi-siècle avant l'expédition napoléonienne.

## Biographie
Fils d'un lieutenant-colonel d'infanterie de Rendsburg, Frederik Ludvig Norden entre à l'académie navale royale (da) de Copenhague en 1722. Il s'y distingue par ses talents de cartographe. Le roi Christian VI le fait sous-lieutenant et l'envoie en mission d'études à l'étranger en 1732. Dans les années qui suivent, Norden se rend aux Pays-Bas, en France, en Italie et à Malte pour y étudier les fortifications locales. Il est élu membre de l'Académie du dessin de Florence et fait la connaissance du baron Philipp von Stosch, qui lui transmet sa passion pour l'Égypte antique.
À la demande du roi Christian, Norden se rend en Égypte pour y participer à une expédition de découverte menée par le Français Pierre Joseph le Roux d'Esneval. Il arrive à Alexandrie en juin 1737 et remonte le Nil jusqu'à Assouan. L'expédition est censée poursuivre jusqu'à l'Éthiopie, mais les conditions sont trop mauvaises et elle doit faire demi-tour en janvier 1738, avant d'atteindre la seconde cataracte. Durant son périple, Norden tient un journal et réalise plus de 200 dessins des monuments qu'il visite et de la vie quotidienne des Égyptiens.
Après son retour au Danemark, Norden prépare la publication de ses notes de voyage. Il est élu membre de la Royal Society et de la Society of Antiquaries of London. En 1741, il publie un Mémoire sur les ruines de Thèbes en Égypte. Il meurt de la tuberculose l'année suivante à Paris. Le récit de son voyage est publié après sa mort sous le titre Voyage d'Égypte et de Nubie (2 vol., Copenhague, 1750-1755), avec des gravures réalisées par Carl Marcus Tuscher (en) à partir de ses dessins.